# Deoule
Deoule este o comună rurală din departamentul Bouza, regiunea Tahoua, Niger, cu o populație de 17.113 locuitori (2001).